# زواج المثليين في هولندا
أصبح زواج المثليين (بالهولندية: Huwelijk tussen personen van gelijk geslacht أو عادة homohuwelijk) قانونيا في هولندا في 1 أبريل 2001، وبذلك أصبحت هولندا الدولة الأولى في العالم تقوم بتشريع زواج المثليين.

## المساكنة غير المسجلة
الشراكات غير المسجلة أو المساكنة غير الرسمية هي عندما يعيش الشركاء المثليون أو الشركاء المغايرون كشريكين ولكنهم يختارون الحفاظ على الوضع القانوني لعلاقتهم كونها غير مسجلة أو غير رسمية. ويعني هذا أن جميع الأصول والممتلكات التي تنتمي لطرف واحد تظل ملكًا وحيدًا للشريك دون حق قانوني للشريك الآخر، سواء كانت مملوكة قبل أو تم الحصول عليها خلال العلاقة. تحترم المحاكم الهولندية هذا الوضع القانوني للشراكة غير المسجلة.

## الشراكة المسجلة
في 1 يناير 1998، تم إدخال الشراكات المسجلة (بالهولندية: geregistreerd partnerschap)، باللغة الفريزية الغربية: (registrearre partnerskip)، لغة ليمبورغية: (geregistreerd partnersjap) في القانون الهولندي. كانت الشراكات مخصصة للشركاء المثليين كبديل للزواج، على الرغم من أنه يمكن أن يدخلها أيضا الشركاء المغايرون، وفي الحقيقة كان حوالي ثلث الشراكات المسجلة بين عامي 1998 و 2001 من الشركاء المغايرين. في القانون، تعبر الشراكات المسجلة والزواج عن نفس الحقوق والواجبات، خاصة بعد تغيير بعض القوانين لمعالجة عدم المساواة فيما يتعلق بالميراث وبعض القضايا الأخرى.
أصبحت الشراكات شائعة بشكل خاص بين الشركاء الهولنديين، حيث يتم تسجيل حوالي 18 ألف شراكة جديدة كل عام.

## زواج المثليين

### الإجراءات التشريعية
في وقت مبكر من منتصف الثمانينات، طلبت مجموعة من نشطاء حقوق المثليين، برئاسة هنك كرول -الذي كان رئيس تحرير مجلة غاي كرانت- من الحكومة السماح للشركاء المثليين بالزواج. قرر البرلمان في عام 1995 إنشاء لجنة خاصة، بهدف التحقيق في إمكانية فتح زواج المثليين. حينها، لم يكن حزب النداء الديمقراطي المسيحي جزءا من التحالف الحكومي للمرة الأولى منذ تطبيق الديمقراطية الكاملة. انتهت اللجنة الخاصة من عملها في عام 1997، وخلصت إلى أن الزواج المدني يجب أن يمتد ليشمل الشركاء المثليين. بعد انتخابات عام 1998، وعدت الحكومة بالنظر في المسألة. في سبتمبر 2000، تمت مناقشة مشروع القانون النهائي في البرلمان الهولندي.
في 12 سبتمبر 2000، أقر مجلس النواب الهولندي مشروع قانون زواج المثليين في تصويت 109 صوتا لصالحه مقابل 33 صوتا ضده (109-33).
| الحزب                                                            | صوت لصالح | صوت ضد | غائب (لم يصوت) |
| ---------------------------------------------------------------- | --------- | ------ | -------------- |
| الحكومة الثانية لكوك ‏ حزب العمال (PvdA)                          | 41        | 1      | 3              |
| الحكومة الثانية لكوك ‏ حزب الشعب من أجل الحرية والديمقراطية (VVD) | 36        | –      | 2              |
| حزب النداء الديمقراطي المسيحي (CDA)                              | 3         | 24 a   | 3              |
| الحكومة الثانية لكوك ‏ الديمقراطيون 66 (D66)                      | 14        | –      | –              |
| حزب اليسار الأخضر (GL)                                           | 10        | –      | 1              |
| الحزب الاشتراكي (SP)                                             | 5         | –      | –              |
| الاتحاد المسيحي (CU)                                             | –         | 5bc    | –              |
| الحزب السياسي الإصلاحي (SGP)                                     | –         | 3      | –              |
| العدد الإجمالي                                                   | 109       | 33     | 9a             |

a. بالرغم من أنه يجب أن يكون هناك 150 عضوا في مجلس النواب، أعضاء المجلس عن حزب النداء الديمقراطي المسيحي في الانتخابات العامة الهولندية عام 1998، تشير البيانات database إلى وجود 30 عضوا منتخبا في وقت التصويت
b. كان في أصل عضوا عن حزب الفيدرالية الاصلاحية السياسية (RPF).
c. كان في أصل عضوا عن حزب الرابطة السياسية الاصلاحية (GPV).
في 19 كانون الأول/ديسمبر 2000، وافق مجلس الشيوخ الهولندي على مشروع القانون في تصويت 49 صوتا لصالحه مقابل 26 صوتا ضده (49-26). قامت الأحزاب المسيحية، التي كانت تمثل 26 من أصل 75 مقعدًا في ذلك الوقت، بالتصويت ضد مشروع القانون. على الرغم من أن حزب النداء الديمقراطي المسيحي قام بتشكيل الحكومة المقبلة، إلا أنه لم يشر إلى أي نية لإلغاء القانون.
| الحزب                                                            | صوت لصالح | صوت ضد |
| ---------------------------------------------------------------- | --------- | ------ |
| حزب النداء الديمقراطي المسيحي (CDA)                              | –         | 20     |
| الحكومة الثانية لكوك ‏ حزب الشعب من أجل الحرية والديمقراطية (VVD) | 19        | –      |
| الحكومة الثانية لكوك ‏ حزب العمال الهولندي (PvdA)                 | 15        | –      |
| حزب اليسار الأخضر (GL)                                           | 8         | –      |
| الحكومة الثانية لكوك ‏ الديمقراطيون 66 (D66)                      | 4         | –      |
| الاتحاد المسيحي (CU)                                             | –         | 4ab    |
| الحزب الاشتراكي (SP)                                             | 2         | –      |
| الحزب السياسي الإصلاحي (SGP)                                     | –         | 2      |
| مستقل (OSF)                                                      | 1         | –      |
| العدد الإجمالي                                                   | 49        | 26     |

a. كان في أصل عضوا عن حزب الرابطة السياسية الاصلاحية (GPV).
b. كان في أصل عضوا عن حزب الفيدرالية الاصلاحية السياسية (RPF).
غيرت المادة الرئيسية للقانون المادة 1:30 في قانون الزواج ليصبح نصها كما يلي:
(بالهولندية: Een huwelijk kan worden aangegaan door twee personen van verschillend of van gelijk geslacht)
(بالعربية: يمكن الدخول في الزواج من قبل شخصين من المعارضين أو من نفس الجنس)
(بالإنجليزية: A marriage can be entered into by two persons of opposing or the same sex)‏

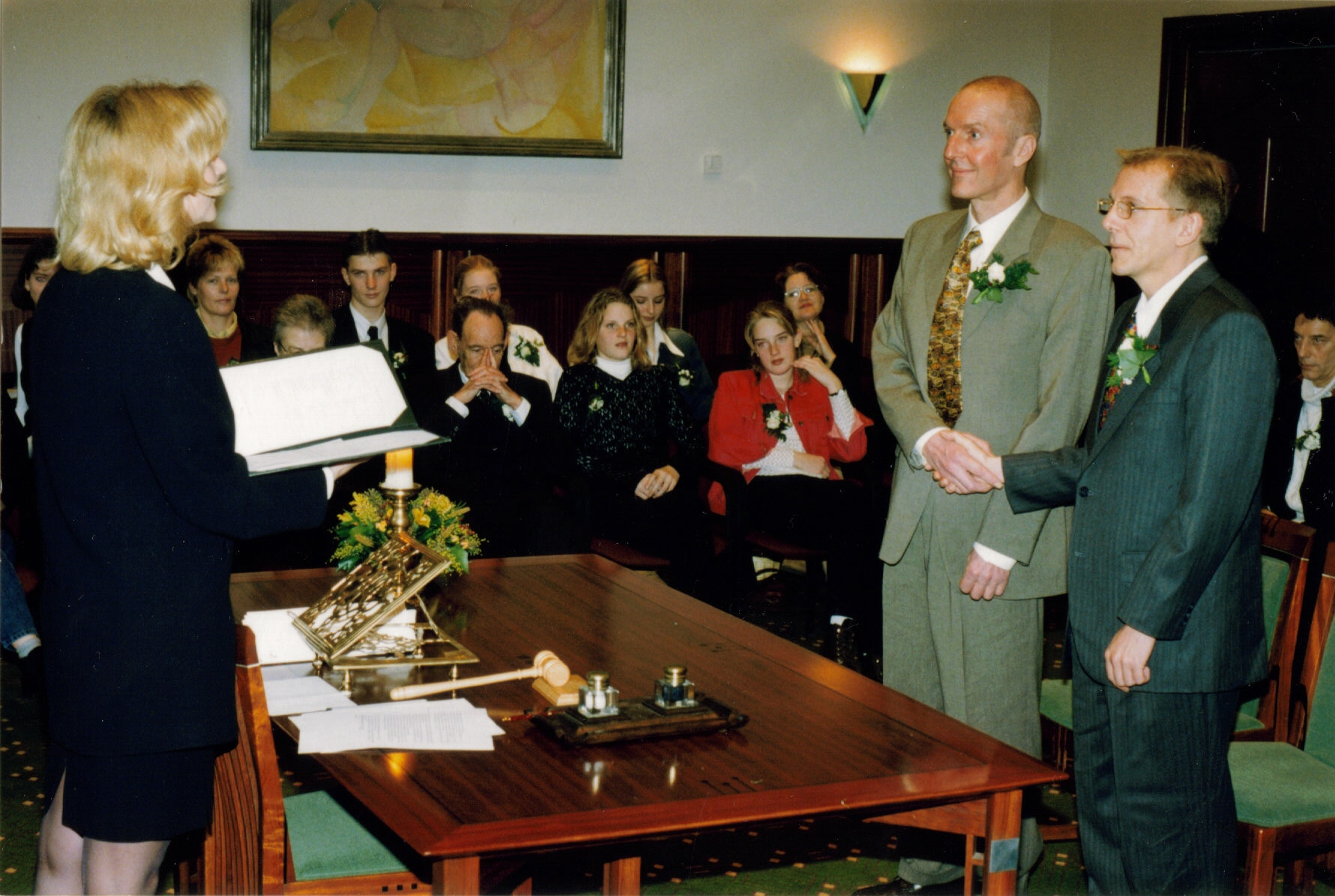
زواج رجلين في أمستردام في أبريل 2001، وهي المرة الأولى التي حظي فيها المثليون بفرصة الزواج

دخل القانون حيز التنفيذ في 1 نيسان/ أبريل 2001، وفي ذلك اليوم تم تزويج 4 أزواج مثلية من قبل عمدة أمستردام، يوب كوهن، الذي أصبح يعمل مسجلاً أيضا خصيصًا لإدارة حفلات الزفاف المثلية. وقبل بضعة أشهر، كان العمدة كوهن قد شغل منصب وزير العدل في هولندا وكان مسؤولاً عن وضع قوانين الزواج والتبني الجديدة من خلال البرلمان.

### المتطلبات والحقوق
يتطلب القانون الهولندي أن يكون أحد الزوجين حاملا للجنسية الهولندية أو يمتلك إقامة في هولندا. يبلغ عمر الزواج في هولندا 18 عامًا أو أقل من 18 عامًا بموافقة الوالدين. يطبق القانون فقط في الأراضي الأوروبية من هولندا وفي جزر الكاريبي بونير، سينت أوستاتيوس وسابا، ولكن لا تنطبق على غيرها من الدول (الأقاليم) المكونة لمملكة هولندا.
كان الفرق القانوني الوحيد بين زواج المثليين وزواج المغايرين هو أنه في الحالة الأولى، لم تكن الأمومة من قبل الشريكتين تلقائية. الأم القانونية لطفلها هي أمه البيولوجية (المادة 1: 198 من القانون المدني) والأب هو (من حيث المبدأ) الرجل الذي تزوج منها عندما ولد الطفل. علاوة على ذلك، يجب أن يكون الأب رجلاً (المادة 1: 199). وبذلك يمكن للشريكة الأخرى أن تصبح أمًا قانونية فقط من خلال التبني. فقط في حالة لم يصبح الأب البيولوجي أحد الوالدين (على سبيل المثال في حالة التلقيح الاصطناعي من قبل الزوجات المثليات)، فحينها تصبح الأمومة تلقائية للزوجتين المثليتين (المادة 1: 253sa). في كانون الأول/ديسمبر 2013، غيّر البرلمان الهولندي هذا الأمر وأتاح الأمومة التلقائية للزوجات المثليات. يسمح القانون الجديد، الذي دخل حيز التنفيذ في 1 أبريل 2014، للأم الأخرى التي تزوجت -أو لديها شراكة مسجلة- بأن تصبح الأم القانونية تلقائيا إلا إذا كان متبرع الحيوانات المنوية مجهولا في البداية. في حالة متبرع معروف، تقرر الأم البيولوجية ما إذا كان المتبرع أو الأم الأخرى هو الوالد القانوني (الأم القانونية) الثاني (ة) للطفل.
في 6 أبريل/نيسان 2016، أكد وزير الشؤون الخارجية، بيرت كوندرز، ووزير الأمن والعدل، آرد فان دير ستور، الموقف الهولندي بأنه كالشركاء المغايرين، لايمكن للشركاء المثليين من غير المقيمين الهولنديين أو من هم ليسوا رعايا هولنديين الزواج في البلاد. قالوا أنها سوف تؤدي إلى مشاكل عملية وقانونية ويمكن أن تكون خطرة لبعض المشاركين. وجاءت الخطوة بعد أن طلب الحزب الديمقراطي الليبرالي من الوزراء النظر في السماح للأجانب غير المقيمين بالاستفادة من قانون زواج المثليين في هولندا.

### الطوائف الدينية
منذ منتصف الستينيات من القرن العشرين، باركت بعض الكنائس الهولندية دينيا بعض العلاقات المثلية. كان الريمونسترانتيون أول طائفة مسيحية في أوروبا تسمح رسميًا بمثل هذه المباركات في عام 1986. كما أن الكنيسة البروتستانتية في هولندا، وهي أكبر طائفة بروتستانتية في هولندا، سمحت لتجمعاتهم الدينية بالقيام بمباركة زواج المثليين منذ 2004.

### أروبا، كوراساو وسانت مارتن
الدوائر الزرقاء: مملكة هولندا

القوانين المتعلقة بالمثلية الجنسية في جزر الأنتيل الصغرى.
زواج المثليين
الاعتراف بزواج المثليين المنعقد في الخارج فقط، دون الاعتراف بعقده في الداخل
شكل آخر من أشكال الاعتراف القانوني
لا اعتراف، أو غير معروف
المثلية الجنسية غير قانونية، لكن القانون لايتم تطبيقه
المثلية الجنسية غير قانونية

في أروبا، كوراساو وسينت مارتن، يوجد القوانين المدنية منفصلة في أحكام الزواج ونصوصها، وليس من الممكن عقد زواج المثليين في هذه الولايات القضائية (الدول ذات الحكم الذاتي) التابعة لمملكة هولندا.
تسجل جميع أقاليم مملكة هولندا حالات زواج النثليين التي تتم في هولندا نتيجة لقرار المحكمة العليا الهولندية. قضت المحكمة العليا بأن جميع السجلات المهمة المسجلة في مملكة هولندا سارية في جميع أنحاء المملكة؛ وقد استند هذا إلى تفسيرها لميثاق مملكة هولندا. ولكن، قد أثبتت الأحكام اللاحقة أن الأزواج المثليين لا يحق لهم تلقائياً الحصول على نفس الامتيازات (مثل: الضمان الاجتماعي) التي يحصل عليها الأزواج المغايرين.
أقرت أروبا شراكات مسجلة لكل من الشركاء المغايرين والشركاء المثليين في أكتوبر 2016.

### الجزر الكاريبية الهولندية
أصبح زواج المثليين قانونيا في بونير وسينت أوستاتيوس وسابا، بعد دخول قانون تمكين الأزواج المثليين من الزواج هناك حيز التنفيذ في 10 أكتوبر 2012.

### المعارضة
بعد أن قنن البرلمان الهولندي زواج المثليين، سمحت الكنيسة البروتستانتية في هولندا للتجمعات الدينية الفردية لتقرير ما إذا كانت ستقوم أو لا بمباركة حالات الزواج هذه كاتحاد الحب والإيمان أمام الرب، وتقيم العديد من الكنائس الآن مثل هذه المباركات والاحتفالات.
تلتزم الحكومات المحلية بأداء حالات زواج المثليين المدنية، ويمكن أن تطلب من موظفيها القيام بتزويج المثليين. ومع ذلك، إذا لم ينص عقدهم الحالي على هذا الشرط، فلا يمكن طردهم بسبب الرفض. تختار بعض المجالس المحلية ألا تطلب من أمناء السجلات الذين يعترضون على زواج المثليين إقامة حفلات الزواج.
في عام 2007، ظهر الجدل عندما أعلنت الحكومة الجديدة في بيانها السياسي أن المسؤولين الذين يعترضون على زواج المثليين يمكن لهم من حيث المبدأ رفض تزويجهم. عارضت بعض المجالس البلدية ذات الأغلبية من الاشتراكيين والليبراليين هذه السياسة، قائليم أن وظيفة مسؤول السجل هي تزويج جميع الأزواج، وليس فقط الأزواج المغايرة. ذكرت أحزاب المعارضة أنه إذا عارض مسؤول السجل زواج المثليين، فيجب ألا يبقى في منصبه. وأعلنت بلدية أمستردام أنهم لن يلتزموا بهذه السياسة، وأن مسؤولي التسجيل هناك سيظلون ملزمين بتزويج المثليين. كرد فعل على ذلك، أعلنت العديد من البلديات الأخرى رفضها لهذا الاقتراح أيضًا. زعمت الحكومة أن هذه المسألة تكمن فقط في صلاحيات الحكومة المركزية. من الناحية العملية، تقرر البلديات ما إذا كان يجب أن توظف مسؤولي التسجيل الذين يعترضون على تزويج المثليين.
قبل عام 2014، كان يحق للموظفين المدنيين (الذين يحق لهم تسجيل الزواج) رفض تزويج الأزواج المثلية طالما أن البلدية ضمنت توفر موظفين حكوميين آخرين لعقد الزواج. في عام 2014، صدر قانون يجعل من غير القانوني لجميع المسؤولين عن تسجيل الزواج رفض خدماتهم للأزواج المثلية.

### إحصائيات
ووفقًا للأرقام المؤقتة الصادرة عن مكتب الإحصاء الهولندي، فقد كانت نسبة حالات زواج المثليين خلال الأشهر الستة الأولى 3.6% من إجمالي عدد حالات الزواج: وكانت ذروة بلغت حوالي 6% في الشهر الأول تليها حوالي 3% في الأشهر المتبقية: في المجموع 1,339 من الأزواج الذكور و 1075 الزوجات الإناث.
في آذار/مارس 2006، أصدرت هيئة الإحصاء الهولندية تقديرات عن عدد حالات زواج المثليين في كل عام: 2,500 في عام 2001، و 1,800 في عام 2002، و 1200 في عام 2004، و1,100 في عام 2005.
من عام 2001 إلى عام 2011، تم إجراء 14,813 حالة زواج مثلي، منها 7,522 حالة بين امرأتين ومنها 7,291 حالة بين رجلين. في الفترة نفسها، كان هناك 761,010 حالة زواج مغاير. كان هناك أيضا 1,078 حالة طلاق مثلي.
من عام 2001 إلى عام 2015، تزوج ما يقرب من 21,330 من الأزواج المثلية في هولندا. ومن بين هؤلاء، كان 11,195 من الزوجات الإناث و 10,135 من الأزواج الذكور.

## الرأي العام
وفقاً لاستطلاع «إيفوب»، الذي أجري في مايو 2013، أيد 85٪ من السكان الهولنديين السماح للأزواج المثليين بالزواج وتبني الأطفال.
وجد استطلاع أجرته مؤسسة يوروباروميتر عام 2015 أن نسبة 91% من الشعب الهولندي يعتقدون بوجوب السماح بزواج المثليين في جميع أنحاء أوروبا، بينما عارض ذلك نسبة 7% فقط.
أظهر استطلاع أجراه مركز بيو للأبحاث خلال الفترة الممتدة ما بين أبريل وأغسطس من عام 2017 ونُشِرَ في مايو 2018، أن نسبة 86% من الهولنديين يؤيدون زواج المثليين، ونسبة 10% يعارضونه، و4% لا يعرفون أو يرفضون الإجابة. وعند تقسيم ممن شملهم الاستطلاع تبعاً للدين؛ فإن نسب تأيد حق زواج المثليين توزعت بنسبة 95% من الأشخاص الغير مرتبطين بأي دين، و 90% من المسيحيين الغير ممارسين للشعائر الدينية و 60% من المسيحيين المرتادين للكنائس. كانت نسبة معارضة زواج المثليين 10% فقط من قبل من هم في الفئة العمرية مابين 18-34.